# مقاطعة بيرينشي ماي، بيشكيك
مقاطعة بيرنشي ماي (بالقيرغيزية: Биринчи май району)‏، (بالروسية: Первомайский район)‏- Pervomaysky rayon) هي مقاطعة من مقاطعات العاصمة بيشكيك في شمال قرغيزستان. قدر عدد سكانها المقيمين بحوالي (171,467) نسمة 2009. وتغطي وسط المدينة والجزء الشمالي الغربي من المدينة.

## التركيبة السكانية

### التركيبة العرقية
ووفقاً لتعداد عام 2009، فإن التكوين الإثني (السكان المقيمين) في مقاطعة بيرينشي ماي هو:
| مجموعة عرقية | نسبة  |
| ------------ | ----- |
| قرغيز        | 70.2٪ |
| الروس        | 20.5٪ |
| الكوريين     | 1.8٪  |
| التتار       | 1.2٪  |
| الأوزبك      | 1.2٪  |
| الكازاخ      | 1.0٪  |
| الأوكرانيين  | 0.9٪  |
| مجموعات أخرى | 3.2٪  |